# Janez Šušteršič
Janez Šušteršič (* 29. prosince 1966 Lublaň) je slovinský ekonom a politik.

## Životopis
Narodil se v Lublani, v roce 1990 promoval na Ekonomické fakultě Univerzity v Lublani, postgraduální studium dokončil v roce 1999 na stejné fakultě. Zde také, ještě v roce 1996, začal působit jako asistent. V letech 2001 až 2007 byl ředitelem Ústavu makroekonomické analýzy a rozvoje (UMAR), současně byl místopředsedou odboru pro reformy a národním koordinátorem pro Lisabonskou strategii. V období první Janšovy vlády (2004–2008) se podílel na přípravě zákonů pro ekonomickou a sociální reformu. V roce 2003 byl jedním ze zakládajících členů Slovinského ekonomického fóra (SEF). Je mimo jiné mimořádným profesorem Univerzity Primorska. V roce 2011 se stal zakládajícím členem politické formace Občanská kandidátka Gregorje Viranta. V únoru 2012 se stal ministrem financí.